# Shereen Vallabouy
Shereen Samson Vallabouy (* 10. Juli 1998 in Ipoh) ist eine malaysische Sprinterin, die sich auf die 400-Meter-Distanz spezialisiert hat. Aktuell ist sie Inhaberin der Landesrekorde über 200 und 400 Meter.

## Sportliche Laufbahn
Erste internationale Erfahrungen sammelte Shereen Vallabouy im Jahr 2014, als sie bei den Juniorenasienmeisterschaften in Taipeh in 3:45,24 min den vierten Platz mit der malaysischen 4-mal-400-Meter-Staffel belegte. Im Jahr darauf gewann sie bei den Jugendasienmeisterschaften in Doha in 55,14 s die Bronzemedaille im 400-Meter-Lauf und anschließend sicherte sie sich bei den Südostasienspielen in Singapur in 54,26 s die Bronzemedaille hinter den Vietnamesinnen Nguyễn Thị Huyền und Quách Thị Lan und mit der Staffel gewann sie in 3:39,10 min die Bronzemedaille hinter den Teams aus Vietnam und Thailand. Kurz darauf schied sie bei den Jugendweltmeisterschaften in Cali mit 24,81 s in der ersten Runde im 200-Meter-Lauf aus und kam über 400 Meter mit 56,02 s nicht über den Vorlauf hinaus. 2016 belegte sie bei den Juniorenasienmeisterschaften in der Ho-Chi-Minh-Stadt in 24,73 s den vierten Platz über 200 Meter und gelangte mit 59,31 s auf Rang acht über 400 Meter. 2018 zog sie in die Vereinigten Staaten und begann dort ein Studium an der Winona State University. 2022 startete sie dank einer Wildcard über 400 Meter bei den Weltmeisterschaften in Eugene und schied dort mit 53,57 s in der ersten Runde aus. Anschließend kam sie auch bei den Commonwealth Games in Birmingham mit 53,92 s nicht über den Vorlauf hinaus.
2023 siegte sie in 52,53 s bei den Südostasienspielen in Phnom Penh über 400 Meter und belegte mit der 4-mal-400-Meter-Staffel mit 3:39,89 min den vierten Platz. Ende September gewann sie bei den Asienspielen in Hangzhou in 52,58 s die Bronzemedaille hinter den Bahrainerinnen Kemi Adekoya und Salwa Eid Naser. Zudem gewann sie mit der 4-mal-100-Meter-Staffel in 45,01 s gemeinsam mit Azreen Nabila Alias, Zaidatul Husniah Zulkifli und Nur Afrina Batrisyia die Bronzemedaille hinter den Teams aus der Volksrepublik China und Thailand. 2025 schied sie bei den Asienmeisterschaften in Gumi mit 54,80 s im Vorlauf über 400 Meter aus.
In den Jahren 2018 und 2024 wurde Vallabouy malaysische Meisterin im 400-Meter-Lauf.

## Persönliche Bestleistungen
- 200 Meter: 23,33 s (−0,4 m/s), 4. August 2023 in Memphis (malaysischer Rekord)
  - 200 Meter (Halle): 25,02 s, 14. Januar 2022 in Mankato
- 400 Meter: 51,79 s, 1. Juni 2024 in Murfreesboro (malaysischer Rekord)
  - 400 Meter (Halle): 52,27 s, 11. März 2023 in Virginia Beach (malaysischer Rekord)